# Людина-павук 2
«Люди́на-паву́к 2» (англ. Spider-Man 2) — американський супергеройський фільм 2004 року режисера Сема Реймі про персонажа Marvel Comics Людину-павука. Сценарій до стрічки написав Елвін Сарджент. Вона розроблена Альфредом Гоу, Майлсом Мілларом, Девідом Коепом та Майклом Чейбоном на студії Columbia Pictures, за участі Sony Pictures. Музику до фільму написав композитор Денні Ельфмен. Це другий фільм про пригоди Людини-павука з коміксів MARVEL. У головних ролях ми знову бачимо Тобі Маґвайра, Кірстен Данст та Джеймса Франко.
Фільм вийшов у прокат 30 червня 2004 року і зібрав 783 мільйони доларів, при бюджеті в 200 мільйонів доларів. Він отримав позитивні відгуки майже від усіх критиків. Час перегляду становить 128 хвилин.
За сюжетом фільму випущено кілька відеоігор, а також серія конструктора LEGO Людина-павук 2: Загроза Доктора Восьминога.

## Сюжет
Історія починається через два роки після закінчення подій, описаних у першому фільмі. Пітеру Паркеру стає дуже складно поєднувати своє звичайне життя і боротьбу зі злочинністю у вигляді Людини-павука. Він відчуває, що його звичайне життя навіть пасе задніх. Він втрачає роботу через запізнення, у нього виникають фінансові труднощі, йому ледве вдається підтримувати вивчення фізики. До того ж його відштовхують кохана Мері Джейн Уотсон та найкращий друг Гаррі Осборн, у тітоньки Мей з'являються проблеми з банком.
У Пітера є кумир — професор, якого бажає інвестувати Гаррі, який тепер голова компанії «Оскорп». Цим професором є блискучий вчений Отто Октавіус. Він проводив експеримент з термоядерного синтезу, який мав привести в дію механічну зброю зі штучним інтелектом у вигляді щупалець, які були невразливі до високої температури та магнітів, хоча і не були такими, які неможливо поламати. Але сталось перенавантаження і через аварію загинула дружина доктора Октавіуса. Пристрій, що керував щупальцями було зруйновано і механічна зброя приросла до спини професора. Щупальця почали впливати на доктора, тому що мали контакт з його спинним мозком, граючи на його марнославастві та особистості. Отож, він вирішує закінчити свій дослід будь-якої ціною. Після цього випадку редактор Daily Bugle Джон Дж. Джеймсон вирішує назвати доктора Восьминогом. Доктор Восьминіг чи Док Ок (англ. Doc Ock) вирішує пограбувати банк, де якраз у той час були Пітер і тітка Мей. Після короткої сутички Людина-павук повертає вкрадені гроші, але його ворог бере у заручники тітоньку Мей. Коли ж Людина-павук її рятує, вона змінює свою думку про нього і не вважає більше злочинцем. Тепер він і для неї герой. 
Під час вечірки у День Народження Гаррі Пітер дізнається, що Мері Джейн планує стати дружиною Джона Джеймсона, сина Джона Дж. Джеймсона. А Гаррі напивається і висловлює свою думку про Людину-павука, адже він вважає, що це він убив його батька. Пітер вирішує припинити діяльність Людини-павука і викидає костюм. Він вважає, що він би міг мати те, що йому потрібно і як Пітер Паркер. Йому пригадується дядько Бен і він йде провідати його могилу. Після цього він каже тітці, що трохи винен у смерті Бена. Вони примиряються і вона каже Пітеру, що Людина-павук, незважаючи ні на що, теж може приносити жертви. Він вирішує почати з Мері Джейн все з початку, але вона повідомляє, що вже надто пізно. Тим часом доктор Восьминіг добудовує реактор і йому залишається добути лише паливо — тритій. За цим він вирушає до Гаррі Осборна. Отто припирає його до краю балкону на останньому поверсі маєтку і Гаррі погоджується, але лише в обмін на Людину-павука. Док Ок пристає на його пропозицію. Гаррі також інформує його, що допоможе знайти його Пітер Паркер, на якого він злий за те, що той не хоче видати йому його ім'я. Мері Джейн зустрічає Пітера у кав'ярні і запитує, чи він досі її кохає, але він каже, що ні. Посеред розмови з'являється Доктор Восьминіг і викрадає Мері Джейн, щоб заманити Людину-павука у пастку. Це повертає Пітеру його сили, за якими він вже скучив (без них, наприклад, він не зміг врятувати людей з пожежі). Він відновлює свій костюм і викликає Восьминога на бій. Людина-павук та божевільний вчений починають бійку на даху неконтрольованого потяга метро. Людині-павуку вдається зупинити потяг в останній момент, до того як він розбився у кінці шляху. Але він дуже ослаб і Восьминогу вдається його упіймати. Він приносить його до Гаррі, який знімає з нього маску і дізнається, що його найлютішим ворогом виявився його найкращий друг. Пітер приходить у себе і вмовляє Гаррі його відпустити, щоб він зміг врятувати Мері Джейн, бо він знає, де ховається доктор Восьминіг. Той його відпускає. Людина-павук знаходить Восьминога у покинутому складі на пірсі, де він розпочав свій експеримент. Починається боротьба, під час якої стається коротке замикання. У битві Восьминіг зриває з Пітера маску. Це його приголомшує і щупальця стають не придатними. Восьминіг вирішує припинити свій пекельний експеримент, що може принести лише зло. Він знищує підлогу і разом з машиною провалюється у воду. Мері Джейн бачить Людину-павука без маски і розуміє, що він Пітер. Але він каже, що вони ніколи не зможуть бути разом, бо у нього завжди є вороги.
На іншому кінці міста Гаррі бачить у себе вдома видіння батька у дзеркалі. Той вимагає, щоб Гаррі за нього помстився і вбив Пітера. Проте Гаррі відмовляється і кидає в дзеркало кинджал. Воно розбивається і відкриває йому таємний хід на горище. За ним Гаррі знаходить кімнату, у центрі якої розташовано планер Гобліна. Він розуміє, що Зеленим Гобліном був його батько. Мері Джейн скасовує весілля і знаходить Пітера у його апартаментах. Вона каже йому, що хоче бути з ним, не зважаючи на ризик. Вона бере з нього слово, що він завжди прийде їй на допомогу, коли вона буде потрібна.

## Акторський склад
| Актор            | Роль                                |
| ---------------- | ----------------------------------- |
| Тобі Маґвайр     | Пітер Паркер / Людина-павук         |
| Кірстен Данст    | Мері Джейн Вотсон                   |
| Альфред Моліна   | Отто Октавіус / Доктор Восьминіг    |
| Джеймс Франко    | Гаррі Озборн                        |
| Розмарі Гарріс   | Мей Паркер                          |
| Джонатан Сіммонс | Джей Джона Джеймсон                 |
| Елізабет Бенкс   | Бетті Брант                         |
| Кліфф Робертсон  | Бен Паркер                          |
| Ділан Бейкер     | Курт Конорс                         |
| Деніел Ґілліс    | Джон Джеймсон                       |
| Білл Нанн        | Роббі Робертсон                     |
| Віллем Дефо      | Норман Осборн                       |
| Донна Мерфі      | Розалі Октавіус                     |
| Ілля Баскін      | містер Діткович орендодавець Пітера |

| Актор           | Роль                            |
| --------------- | ------------------------------- |
| Магейна Това    | Урсула Діткович                 |
| Аасіф Мандві    | містер Азіз власник Joe's Pizza |
| Джоель Макгейл  | містер Джекс касир банку        |
| Деніел Де Кім   | Реймонд лаборант                |
| Рід Даймонд     | театральний актор               |
| Ванесса Ферліто | театральна акторка              |
| Гел Спаркс      | пасажир ліфту                   |
| Брюс Кемпбелл   | швейцар                         |
| Джон Лендіс     | лікар                           |
| Скотт Шпігель   | людина на балконі               |
| Ден Гікс        | пасажир потягу                  |
| Джої Діаз       | пасажир потягу                  |
| Сем Реймі       | студент                         |
| Стен Лі         | камео                           |

## Головні персонажі
Тобі Маґвайр у ролі Пітера Паркера/Людини-павука: Пітер Паркер — блискучий студент-фізик коледжу і фотограф газети Daily Bugle, який продовжує вести подвійне життя, виступаючи також супергероєм Людиною-павуком, що захищає Нью-Йорк від злочинності. Його здібності супергероя породжують численні проблеми в його буденному житті і заважають йому проводити час з родиною і друзями. У нього стається екзистенційна криза,  його сили зникають і він вирішує припинити бути супергероєм.
Альфред Моліна у ролі доктора Отто Октавіуса/Доктора Восьминога: Доктор Октавіус добросердий фізик-ядерник, який хоче створити перший вдалий термоядерний реактор для блага усьому людству. Він герой Пітера і суб'єкт його наукової доповіді про термоядерний синтез. Після розладу в експерименті механічні щупальця приєднуються до нього. Він хоче завершити дослід будь-якою ціною у пам'ять своїй дружині, яка загинула під час цього експерименту. У газеті Daily Bugle його назвали Доктором Восьминогом.
Кірстен Данст у ролі Мері Джейн Вотсон: Мері — дівчина, яку Пітер кохає з дитинства. Але він утратив шанс бути з нею через те, що він супергерой. З того часу вона стала успішною актрисою і моделлю з Бродвею, яку засватав Джон Джеймсон. Вона ображена на Пітера, тому що він не бачив її першого спектакля «Як важливо бути щирим», на який навіть прийшов її грубий батько.
Джеймс Франко у ролі Гаррі Осборна: Після смерті батька він стає головою компанії Оскорп. Він постачав тритій доктору Октавіусу. Через алкоголізм Гаррі вирішив вбити Людину-павука, який на його думку вбив його батька Нормана Осборна, що був Зеленим Гобліном. Він також ображений на Пітера за те, що той не каже йому імені Людини-павука.
Дж. К. Сіммонс у ролі Дж. Джона Джеймсона: Джеймсон скупий редактор Daily Bugle, який вважає, що Людина-павук злочинець. Згодом, він змінює свою думку.
Розмарі Гарріс у ролі Мей Паркер: Мей любляча тітка Пітера і вдова Бена Паркера. Вона досі не знає точно усіх обставин, але винить у його смерті себе.
Деніел Ґілліс у ролі Джона Джеймсона: Джон син Джона Дж. Джеймсона, національний герой і наречений Мері Джейн.
Ділан Бейкер у ролі доктора Курта Конорса: Конорс вчитель Пітера і колега Октавіуса.
Донна Мерфі у ролі Розалії Октавіус: Розалія дружина Отто Октавіуса і його асистент.

## Цікаві Факти
- Під час зйомок фільму було використано 35 костюмів Людини-павука.
- На роль Отто Октавіуса розглядались кандидатури Еда Харріса і Кріса Купера.
- Телефонний номер «Піцерії Джо»-212-366-1182-це справжній номер піцерії в Нью-Йорку.
- Каратель (ще один супергерой коміксів Марвел) епізодично з'являється в сцені, коли Мері Джейн біжить через вулицю у весільній сукні. Карателя зіграв Том МакКомас, дублер Томаса Джейна із фільму «Каратель» 2004 року.

## Ігри
За мотивами стрічки створені комп'ютерні та відеоігри, а також серія наборів LEGO «Людина-павук 2: Загроза Доктора Восьминога»:
4853 — Вулична погоня Людини-павука (3 фігурки: Людина-павук, грабіжники; 79 деталей)
4854 — Пограбування банку Доктором Восьминогом (5 фігурок: Людина-павук, тітка Мей, Доктор Восьминіг, полісмени; 176 деталей)
4855 — Порятунок потяга Людиною-павуком (4 фігурки: Людина-павук, Доктор Восьминіг, Джон Джеймсон, машиніст; 294 деталі)
4856 — Схованка Доктора Восьминога (5 фігурок: Людина-павук, Пітер Паркер, Мері-Джейн, Доктор Восьминіг, полісмен)
4857 — Термоядерна лабораторія Доктора Восьминога (4 фігурки: Людина-павук, Доктор Восьминіг, полісмен, лікар; 234 деталі)
4858 — Злочинна лихоманка Доктора Восьминога (3 фігурки: Людина-павук, Доктор Восьминіг, полісмен; 57 деталей)
4860 — Напад на кафе Доктором Восьминогом (3 фігурки: Людина-павук, Доктор Восьминіг, таксист)